# Lefter Küçükandonyadis
Lefter Küçükandonyadis (grec : Λευτέρης Αντωνιάδης, Lefteris Antoniadis), né le 22 décembre 1924 à Istanbul et mort le 13 janvier 2012, est un footballeur turc. Son père était un pêcheur grec. Sa mère s'appelait Argiro.

## Biographie
Il inscrit 423 buts en 615 matches avec le club de Fenerbahçe. Il est sélectionné 46 fois en équipe de Turquie entre 1948 et 1963, inscrivant 20 buts dont deux lors de la première phase finale de coupe du monde jouée par la Turquie en 1954. Il participe également aux JO de Londres en 1948. 
Lefter est le premier joueur turc à jouer à l'étranger : d'abord à la Fiorentina puis à l'OGC Nice (12 matchs et 2 buts). Il est considéré avec Hakan Şükür comme l'un des meilleurs joueurs turcs de tous les temps.
Il termine sa vie sur l'île de Büyükada.

## Source
- Marc Barreaud, Dictionnaire des footballeurs étrangers du championnat professionnel français (1932-1997), l'Harmattan, 1997, page 243